# Sèvremoine
Sèvremoine é uma comuna francesa na região administrativa da Pays de la Loire, no departamento de Maine-et-Loire. Estende-se por uma área de 213,23 km². Em 2010 a comuna tinha 25 895 habitantes (densidade: 121,4 hab./km²).

## História
Sèvremoine foi criada em 15 de dezembro de 2015 e consiste nas antigas comunas de Le Longeron, Montfaucon-Montigné, La Renaudière, Roussay, Saint-André-de-la-Marche, Saint-Crespin-sur-Moine, Saint-Germain-sur-Moine, Saint-Macaire-en-Mauges, Tillières e Torfou.